# متحدون من أجل نصر صربيا
متحدون من أجل نصر صربيا ائتلاف سياسي معارض في صربيا شارك في الانتخابات العامة لعام 2022.
نشأ التحالف من متحدون من أجل صربيا والمعارضة الموحدة لصربيا والتي كانت قائمة بين 2018 ويناير 2021. وبسبب طبيعته غير المستقرة فقد أدى إلى تعليق مؤقت للتعاون بين أحزاب المعارضة الرئيسية خلال النصف الأول من عام 2021. التحالف تم تجديده في نوفمبر 2021، وتم إضفاء الطابع الرسمي عليه في فبراير 2022 تحت اسم صربيا المتحدة. مثّل ممثلوها زدرافكو بونوش ومارينيكا تيبيتش وفلاديتا يانكوفيتش التحالف في الانتخابات العامة وانتخابات مجلس مدينة بلغراد تحت شعار «متحدون من أجل نصر صربيا». بعد الانتخابات تعرض التحالف لسلسلة أخرى من الصراعات بين الائتلافين مما أدى إلى حله.

## المواقف السياسية
أعرب ممثلوه عن دعمهم لتشكيل فرق تكنوقراطية وهيئة لمكافحة الفساد، بما في ذلك التطهير والشفافية والعدالة الاجتماعية. كما دعم التحالف إدخال قانون بشأن المساواة بين الجنسين، ودعم تغيير النظام الانتخابي الرئاسي إلى نظام اقتراع سري يتم إجراؤه في الجمعية الوطنية. ذكر بونوش أنه سيوقع قانونًا يعيد المعاشات المصادرة. كما أعلن التحالف عن دعمه لتشكيل «وزارة عودة الوافدين من الخارج».
وصف المراقبون التحالف بأنه وسطي. خلال مقابلة مع سفيتيسلاف باسارا قارن الصحفي زوران بانوفيتش التحالف مع الحركة الديمقراطية لصربيا.